# Seleção Sul-Iemenita de Futebol
A Seleção Sul-Iemenita de Futebol representava o Iémen do Sul nas competições de futebol da FIFA.

## História

### Áden
O primeiro torneio internacional no Iêmen do Sul foi o Futebol nos Jogos Pan-Árabes de 1965, que na época era o Estado de Áden na Federação da Arábia do Sul. O torneio foi sediado na República Árabe Unida, onde foi eliminado na fase de grupos, perdendo por 1 a 0 para a Palestina, 14 a 0 para a República Árabe Unida (sendo sua maior derrota), 6 a 0 para o Iraque e 4 a 3 para o Líbano.[carece de fontes?]

### Iêmen do Sul
A primeira participação do recém-independente Iêmen do Sul foi na Copa Palestina das Nações de 1972, onde em seu grupo, perdeu por 1 a 0 para a Síria, venceu Palestina e Catar, ambos por 2 a 1, e na última rodada, perdeu para a Argélia por 4 a 1.[carece de fontes?]
O Iêmen do Sul só jogou na Copa da Ásia pela edição de 1976, classificando-se automaticamente, devido às outras equipes terem desistido de jogar no torneio eliminatório, com o torneio final sendo realizado no Irã. Eles foram colocados no Grupo B com o anfitrião Irã e o Iraque. A equipe perdeu para o Iraque por 1 a 0 e depois para o Irã por 8 a 0 na fase de grupos.[carece de fontes?]
O Iêmen do Sul competiu na qualificação pela única vez para a Copa do Mundo de 1986 no México. A equipe foi colocada no Grupo 4 da Zona A na primeira rodada contra o Irã e o Barém. O Irã foi desclassificado antes dos jogos serem disputados, devido à recusa em mover seus jogos para campos neutros longe da Guerra Irã-Iraque. O Iêmen do Sul recebeu o Barém em 12 de março de 1985 e perdeu por 4 a 1 no Mortayer Yard (hoje Estádio 22 de Maio), em Áden. Em 12 de abril, empatou por 3 a 3 no Estádio Nacional do Barém em Manama após os barenitas liderarem por 3 a 1.
Após essa campanha, a equipe jogaria novamente três vezes mais tarde contra o Djibuti em um amistoso. Meses depois, jogou pelas eliminatórias para a Copa da Ásia de 1988, perdendo por 0 a 1 para a Indonésia, empatando por 1 a 1 contra a Coreia do Sul e, no final, perdendo por 2 a 0 para o Barém, ficando na lanterna do Grupo 4.
A última vez que os Falcões do Sul entraram em campo foi no torneio Copa da Paz e Amizade de 1989, realizado no Kuwait, onde em seu grupo, perderam por 2 a 0 para o Irã, também perderam para o Iraque, mas por 6 a 2, e no último jogo disputado pelo Iêmen do Sul, venceram a Guiné por 1 a 0.
Com a unificação do Iêmen em maio de 1990, a Seleção Sul-Iemenita foi dissolvida e seus jogadores migraram para o recém-criado Iêmen, mas foi o Iêmen do Norte que foi considerado o legítimo antecessor da atual Seleção Iemenita.

## Copas do Mundo
- 1930 a 1962: Era parte do Reino Unido
- 1966 a 1982: Não entrou.
- 1986: Não se classificou.
- 1990: Desistiu em decorrência da unificação dos dois Iêmens.

## Copa da Ásia
- 1968 e 1972: Não entrou
- 1976: Primeira fase
- 1980 e 1984: Retirou-se
- 1988: Não se classificou

## Treinadores
- Nasr Chadli (1972)[carece de fontes?]
- Ali Mohsen Al-Moraisi (1975–1976)
- Abbas Ghulam (1982–?)
- Timur Segizbaev (1982–1985)[2]
- Azzam Khalifa (? – Março de 1985) [3]
- Abdullah Saleh Khobani (Abril de 1985–?) [4]
- Awad Awadan (1986–?)
- Abbas Ghulam (1988)
- Mubarak Qadhi (1989)[5]